# Новий Сьвят (Люблінське воєводство)
Новий Сьвят (пол. Nowy Świat) — село в Польщі, у гміні Воля-Мисловська Луківського повіту Люблінського воєводства.
Населення — 172 особи (2011).
У 1975-1998 роках село належало до Седлецького воєводства.

## Демографія
Демографічна структура станом на 31 березня 2011 року:
|          | Загалом | Допрацездатний вік | Працездатний вік | Постпрацездатний вік |
| -------- | ------- | ------------------ | ---------------- | -------------------- |
| Чоловіки | 80      | 19                 | 49               | 12                   |
| Жінки    | 92      | 24                 | 48               | 20                   |
| Разом    | 172     | 43                 | 97               | 32                   |